# Favusellidae
Favusellidae es una familia de foraminíferos planctónicos de la superfamilia Rotaliporoidea y del orden Globigerinida. Su rango cronoestratigráfico abarca desde el Barremiense (Cretácico inferior) hasta el Cenomaniense (Cretácico superior).

## Descripción
Favusellidae incluía foraminíferos planctónicos con conchas trocoespiraladas; sus cámaras eran globulares y crecían en tamaño de forma rápida; su abertura era interiomarginal, umbilical a umbilical-extraumbilical; presentaban pared calcítica hialina, finamente perforada (tamaño de poro aproximadamente de 0.5 µm), y con crestas interporales, que formaban una superficie fuertemente reticulada.

## Discusión
Clasificaciones posteriores incluyen Favusellidae en la superfamilia Favuselloidea, y sus taxones agrupados en la familia Conoglobigerinidae.

## Clasificación
Favusellidae incluye a los siguientes géneros:
- Ascoliella †
- Favusella †

Otro género considerado en Favusellidae es:
- Reticuloglobigerina †, aceptado como Favusella
- Compactogerina †, también considerado en familia Conoglobigerinidae